# Jung-gu (Daegu)
Jung-gu (koreanisch 중구) ist einer der acht Stadtteile von Daegu und hat 78.219 Einwohner (Stand: 2019). Es handelt sich dabei um einen der zentralen Bezirke der Stadt. Wörtlich übersetzt bedeutet der Name Zentralbezirk. Der Bezirk grenzt im Uhrzeigersinn an die Stadtteile Buk-gu, Dong-gu, Suseong-gu, Nam-gu, Dalseo-gu und Seo-gu.

## Verwaltung

Verwaltungseinheiten des Jung-gu

Jung-gu besteht aus 13 dong (Teilbezirke).
Als Bezirksbürgermeister amtiert Yoo Kyu-ha (류규하). Er gehört der Mirae-tonghap-Partei an.